# Santamartaskrikuv
Santamartaskrikuv (Megascops gilesi) är en nyligen beskriven fågelart i familjen ugglor inom ordningen ugglefåglar.

## Utseende
Santamartaskrikuven är en medelstor skrikuv med gula ögon. Ansiktsskivan är rätt otydligt avgränsad med en smal mörkbrun kant. På hjässa och rygg är den jämnt bandad med en halvdold ljus nackkrage avskild från manteln genom ett kontrasterande mörkt band. På undersidan syns rätt sparsamt med relativt smala svarta spolstreck, kontrasterande med jämnt och vitt skilda ljusbruna tvärband på buken. Tarserna, men inte tårna, är befjädrade i guldbeige.

## Utbredning och systematik
Fågeln förekommer enbart i Santa Marta-bergen i norra Colombia. Den beskrevs först 2017 som ny art.

## Status
Internationella naturvårdsunionen IUCN kategoriserar den som sårbar.